# Cardi B
Belcalis Marlenis Almánzar, känd under artistnamnet Cardi B, född 11 oktober 1992 i New York, är en amerikansk rappare.
Mellan 2015 och 2017 medverkade Cardi B i VH1-serien Love & Hip Hop: New York. Senare under 2017 fick Cardi B ett skivkontrakt med Atlantic Records. Hon släppte fem musiksinglar som placerade sig på förstaplats på Billboard Hot 100; "Bodak Yellow", "I Like It", "Girls Like You ft. Cardi B", "WAP ft. Megan Thee Stallion" och "Up". Hennes debutalbum Invasion of Privacy släpptes under 2018, och var det första albumet i historien som fick alla sina låtar platinacertifierade eller högre.

## Utmärkelser
- American Music Award för bästa rap/hip hop-artist,  2018[14]
- MTV Video Music Award för bästa samarbete, för Dinero,  2018[15]
- MTV Video Music Award för bästa nya artist,  2018[16]
- MTV Europe Music Award för bästa nya artist,  2018[17]
- Billboard Music Award för bästa kvinnliga rapartist,  2018[18]
- BET Award för bästa kvinnliga hip hop-artist,  2018[19]
- BET Award for Viewer's Choice, för Bodak Yellow,  2018[19]
- American Music Award för bästa soul/R&B-låt, för Finesse,  2018[14]
- American Music Award för favoritsång – rap/hiphop, för Bodak Yellow,  2018[14]
- MTV Video Music Award för sommarlåt, för I Like It,  2018[15]
- Time 100,  2018[20]
- Billboard Music Award för bästa raplåt, för I Like It,  2019[21]
- Billboard Music Award för årets digitala sång, för Girls Like You,  2019[21]
- Grammy Award för bästa rapalbum, för Invasion of Privacy,  2019[22]
- MTV Video Music Award för bästa hip-hop-video, för Money,  2019[23]
- Billboard Music Award för bästa radiolåt, för Girls Like You,  2019[21]
- Billboard Music Award för bästa samarbete, för Girls Like You,  2019[21]
- Billboard Music Award för Top Hot 100-låt, för Girls Like You,  2019[21]
- American Music Award för bästa rap/hip hop-artist,  2019[24]
- BET Award för bästa kvinnliga hip hop-artist,  2019[25]
- BET Award för årets album, för Invasion of Privacy,  2019[25]
- Billboard Music Award för bästa kvinnliga rapartist,  2019[21]
- Billboard Music Award för bästa kvinnliga rapartist,  2020[26]
- American Music Award för favoritsång – rap/hiphop, för WAP,  2020[27]
- MTV Europe Music Award för bästa hip-hop,  2020[28]
- BET Award för bästa samarbete, för WAP,  2021[29]
- American Music Award för favoritsång – rap/hiphop, för Up,  2021[30]
- BET Award för årets video, för WAP,  2021[29]
- MTV Europe Music Awards
- Shorty Awards
- MTV Video Music Awards

[Redigera Wikidata]